# علیم‌خان سیزدیکوف
علیم‌خان سیزدیکوف (به روسی: Алимхан Сыздыков، آوانگاری: زادهٔ ۱۴ ژوئن ۱۹۹۴) یک کشتی‌گیر فرنگی‌کار اهل کشور قزاقستان است. وی سابقه حضور در المپیک ۲۰۲۴ پاریس را دارد.
از افتخارات وی می‌توان به کسب مدال برنز بازی‌های آسیایی ۲۰۲۲ اشاره کرد.